# Тапакуло сіробокий
Тапакуло сіробокий (Scytalopus spillmanni) — вид горобцеподібних птахів родини галітових (Rhinocryptidae).

## Поширення
Вид поширений у Центральних Андах в Колумбії та на півночі Еквадору. Мешкає у підліску вологих гірських лісів та їхніх узліссях, переважно на висоті від 1900 до 3200 метрів над рівнем моря.

## Опис
Птах завдовжки 12 см. Самці важать від 21 до 30 г, а самиці — від 20 до 29,5 г. Самець зверху чорно-сірий з темно-коричневим крупом. Знизу він світло-сірий з коричневими боками та криссумом (ділянка навколо клоаки). Деякі самиці схожі на самців, але у більшості верхня частина блідіша з коричневим і помаранчевим низом живота.